# Laothoes polylovi
Laothoes polylovi är en kräftdjursart som beskrevs av Gurjanova 1946. Laothoes polylovi ingår i släktet Laothoes och familjen Calliopiidae. Inga underarter finns listade i Catalogue of Life.